# Comuna Stănești, Giurgiu
Stănești este o comună în județul Giurgiu, Muntenia, România, formată din satele Bălanu, Ghizdaru, Oncești și Stănești (reședința).

## Așezare
Comuna se află în sudul județului, la nord-vest de municipiul Giurgiu. Este străbătută de șoseaua județeană DJ503, care o leagă spre sud-est de Giurgiu și spre nord-vest de Toporu, Răsuceni și mai departe în județul Teleorman de Drăgănești-Vlașca (unde se intersectează cu DN6), Botoroaga, Moșteni, Videle, Blejești, Purani, Siliștea, Poeni, apoi mai departe în județul Dâmbovița de Șelaru, și în județul Argeș de Slobozia, Mozăceni, Negrași, Rociu, Oarja (unde are un nod pe autostrada A1 și Căteasca. Din acest drum, lângă Ghizdaru se ramifică șoseaua județeană DJ503A, care duce spre nord la Izvoarele, Răsuceni și în județul Teleorman la Drăgănești-Vlașca. Prin comună trece și calea ferată Giurgiu-Videle, pe care este deservită de halta de călători Oncești și de stația Stănești.

## Demografie
Componența etnică a comunei Stănești
     Români (92,46%)
     Alte etnii (0,16%)
     Necunoscută (7,38%)
Componența confesională a comunei Stănești
     Ortodocși (91,56%)
     Alte religii (0,86%)
     Necunoscută (7,57%)
Conform recensământului efectuat în 2021, populația comunei Stănești se ridică la 2.548 de locuitori, în scădere față de recensământul anterior din 2011, când fuseseră înregistrați 3.000 de locuitori. Majoritatea locuitorilor sunt români (92,46%), iar pentru 7,38% nu se cunoaște apartenența etnică. Din punct de vedere confesional, majoritatea locuitorilor sunt ortodocși (91,56%), iar pentru 7,57% nu se cunoaște apartenența confesională.

## Politică și administrație
Comuna Stănești este administrată de un primar și un consiliu local compus din 11 consilieri. Primarul, Dănuț-Petrișor Mitrea[*], de la Partidul Național Liberal, este în funcție din 2016. Începând cu alegerile locale din 2024, consiliul local are următoarea componență pe partide politice:
|  | Partid                          | Consilieri | Componența Consiliului | Componența Consiliului | Componența Consiliului | Componența Consiliului | Componența Consiliului | Componența Consiliului | Componența Consiliului | Componența Consiliului |
|  | ------------------------------- | ---------- | ---------------------- | ---------------------- | ---------------------- | ---------------------- | ---------------------- | ---------------------- | ---------------------- | ---------------------- |
|  | Partidul Național Liberal       | 8          |                        |                        |                        |                        |                        |                        |                        |                        |
|  | Partidul Social Democrat        | 2          |                        |                        |                        |                        |                        |                        |                        |                        |
|  | Alianța pentru Unirea Românilor | 1          |                        |                        |                        |                        |                        |                        |                        |                        |

## Istorie
La sfârșitul secolului al XIX-lea, comuna făcea parte din plasa Marginea a județului Vlașca și era formată din satele Stăneștii de Jos, Stăneștii de Sus și Ghizdaru, având 3108 locuitori, trei biserici, o moară cu aburi și o școală mixtă. Anuarul Socec din 1925 consemnează comuna în plasa Dunărea a aceluiași județ, având 5780 de locuitori în satele Stănești și Ghizdaru. În 1931, satul Oncești s-a desprins de comuna vecină Bălănoaia și a preluat satul Ghizdaru de la comuna Stănești.
În 1950, cele două comune au fost arondate orașului regional Giurgiu din regiunea București. În 1968, comunele au trecut la județul Ilfov, iar comuna Oncești a fost desființată, satele ei trecând la comuna Stănești. În 1981, o reorganizare administrativă regională a dus la transferarea comunei la județul Giurgiu.

## Monumente istorice
În comuna Stănești se află „Crucea de la Haltă”, monument istoric memorial sau funerar de interes național, datând din secolul al XVII-lea, ce avea semnificația unui reper de frontieră între Țara Românească și Imperiul Otoman (raiaua Giurgiului). Acesta se află lângă halta de cale ferată Oncești.
În rest, alte nouă obiective din comună sunt incluse în lista monumentelor istorice din județul Giurgiu ca monumente de interes local. Patru dintre ele sunt situri arheologice: situl din „Valea Gurbanului” (din spatele școlii din Ghizdaru până la 2 km vest de sat) cuprinde așezări din epoca daco-romană (cultura Cerneahov, secolul al IV-lea e.n.), perioada Latène (secolele al III-lea–al II-lea î.e.n.) și Evul Mediu Timpuriu (secolele al VIII-lea–al IX-lea); situl de la „Fundul Gurbanului” (aflat pe un bot de deal, la 500 m de calea ferată Giurgiu-Videle) conține urme de așezări din perioada Halstatt și Evul Mediu Timpuriu (cultura Dridu); situl din „Valea Diului” de lângă Oncești are așezări din perioada Latène și din secolele al XIII-lea–al XIV-lea; și situl din „Valea Balgiului” (pe versantul ei de sud-vest), tot de lângă Oncești, are alte așezări din perioada geto-dacă și din Evul Mediu Timpuriu (cultura Dridu).
Celelalte cinci sunt clasificate ca monumente de arhitectură: biserica „Cuvioasa Paraschiva” (1898–1900) din satul Bălanu; biserica „Sfântul Gheorghe” (1875) din Ghizdaru; biserica „Sfinții Voievozi” (1907–1912) din Oncești; biserica „Nașterea Maicii Domnului” (1862); și biserica „Sfântul Nicolae” (1863), ultimele două din satul Stănești.